# Leporarium
Un leporarium (du latin lepus, « lièvre ») est un parc à lièvres dans l'Antiquité romaine. C'est un cas particulier des vivaria que l'on trouvait à partir de la fin de l'époque républicaine autour des grandes villa. Le lièvre était un animal particulièrement apprécié dans la gastronomie romaine, le meilleur gibier selon Martial.

## Description
Dans les leporaria, on gardait non seulement des lièvres, mais des lapins de garenne. Les leporaria sont les ancêtres des garennes qu'on trouve à partir du Moyen Âge et qui étaient un privilège de la noblesse.
La terminologie a varié selon les époques : Varron, au Ier siècle av. J.-C., distingue, parmi les dépendances des villae où l'on garde des animaux, les ornithones — volières pour les oiseaux —, les leporaria — enclos où l'on enferme toutes sortes de gibiers, y compris des sangliers et des chevreuils — et les piscinae — viviers pour les poissons et autres animaux d'eau douce ou de mer. À chacun de ces lieux correspond une spécialité professionnelle : oiseleurs, chasseurs et pêcheurs. On voit que la distinction s'appuie en gros sur la différence d’habitat : air, terre, eau. Les leporaria sont de vastes enclos ceints de murs. Mais Varron précise qu'aux générations antérieures les leporaria n'étaient que des parcs à lièvres. Au IIe siècle apr. J.-C., Aulu-Gelle rappelle le texte de Varron et ajoute : « […] mais ce que Varron appelle leporaria, je ne me souviens point de l'avoir jamais vu exprimé par ce mot dans des auteurs plus anciens que lui » ; il indique que les parcs à gibier étaient appelés anciennement roboraria (à cause des palissades en chêne qui entouraient ces parcs) et que, de son temps, ils sont qualifiés de vivaria.

### Sources anciennes
- Varron, Res rusticae, 3, 3 (traduction Nisard en ligne).
- Aulu-Gelle, Nuits attiques, 2, 20, 4 (en ligne sur wikisource).